# Reaper (TV-serie)
Reaper är en amerikansk TV-serie skapad av Tara Butters och Michele Fazekas. Serien började sändas 25 september, 2007 på kanalen The CW i USA och det producerades två säsonger innan man beslutade sig för att lägga ned serien.

## Handling
Reaper handlar om Sam, han har hoppat av skolan och jobbar på en stor elkedja. När han fyller 21 visar det sig att hans föräldrar sålde hans själ till djävulen och att han måste börja jobba som djävulens prisjägare från och med sin 21:a födelsedag.

## Rollista
- Bret Harrison - Sam Oliver
- Tyler Labine - Bert 'Sock' Wysocki
- Rick Gonzalez - Ben
- Missy Peregrym - Andi
- Ray Wise - The Devil
- Andrew Airlie - Mr. Oliver
- Valarie Rae Miller - Josie
- Donavon Stinson - Ted

## Säsonger
Säsong 1
Från 12 maj 2008 hade Reaper ungefär 2,7 miljoner tittare i USA för varje avsnitt i säsong 1.[källa behövs]
Säsong 2
Från 7 april 2009 hade Reaper ungefär 2,25 miljoner tittare ifrån USA för varje avsnitt av säsong 2.[källa behövs]